# Reductionisme

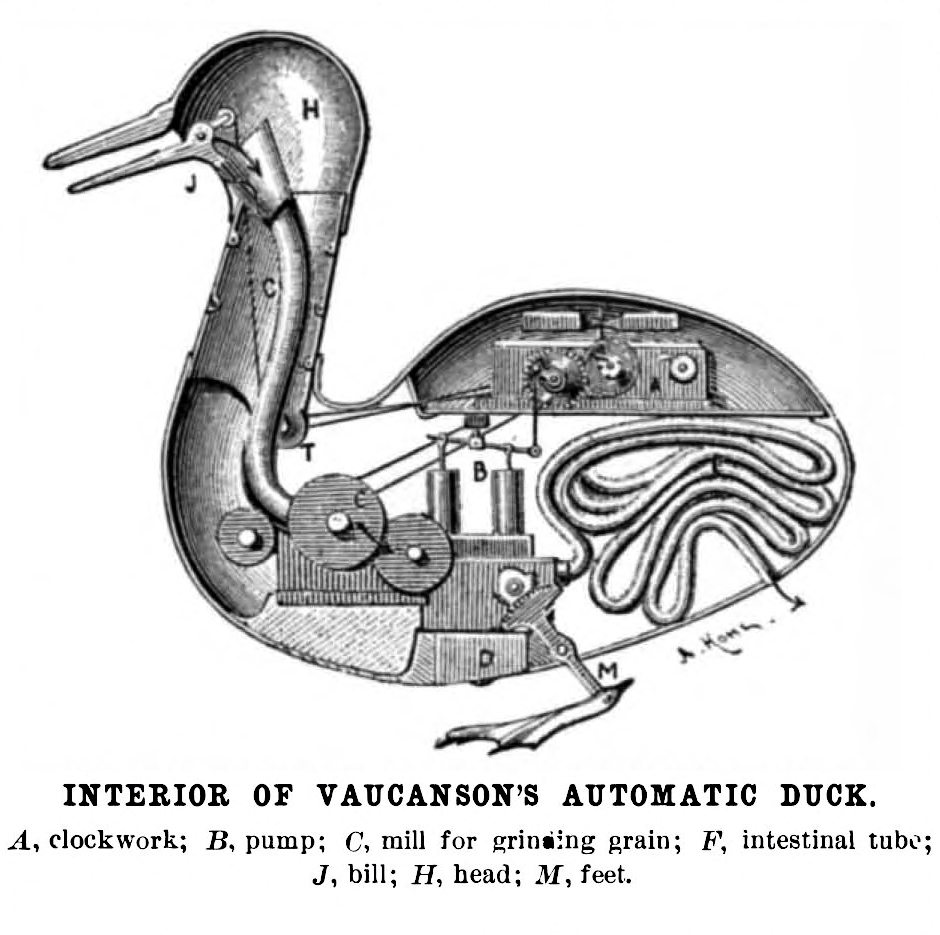
Rene Descartes stelde dat alle niet-menselijke dieren reductionistisch verklaard konden worden als machines, De homines 1622

Reductionisme (Latijn: reducere, herleiden, terugvoeren > Nederlands: reduceren, (ook) vereenvoudigen) is de filosofische en wetenschappelijke opvatting, volgens welke de natuur van complexe entiteiten steeds herleid kan worden tot meer fundamentele entiteiten. Deze opvatting kan worden toegepast op filosofische objecten, maar ook op natuurlijke fenomenen, op verklaringen, theorieën en meningen. 
Een van de belangrijkste kwesties van het reductionisme is, binnen de context van de filosofie van de geest, de vraag of de mentale processen van de mens volledig herleid kunnen worden tot fysiologische processen. Met andere woorden: kan het denken en handelen van de mens volledig worden verklaard vanuit zijn fysieke eigenschappen (materialisme), of bestaat er zoiets als een van het lichaam onafhankelijke ziel of geest (dualisme)?

## Reductionisme in de wetenschapsfilosofie: naar een eenheid der wetenschappen
Reductionisme wordt in de wetenschapsfilosofie met name in verband gebracht met het project van de eenheidswetenschap. Dit project, dat voor het eerst werd geformuleerd door Paul Oppenheim en de Amerikaanse epistemoloog Hilary Putnam, streeft ernaar om alle wetenschappen, zowel de natuurwetenschappen als de gedragswetenschappen, met elkaar te verbinden en tot een eenheid te brengen. Zo kan de biologie gereduceerd worden tot de scheikunde en deze kan vervolgens volledig herleid worden tot de natuurkunde. De natuurkunde kan vervolgens nog verder herleid worden tot de wiskunde en de logica als abstracte fundamenten voor de wetenschappen. Aan de andere zijde van het spectrum kan de sociologie in principe volledig herleid worden tot de psychologie. Wanneer er daarnaast nog een link kan gelegd worden tussen de psychologie en de biologie (als alle belangrijke principes uit de psychologie voor het verklaren van de menselijke geest volledig gereduceerd kunnen worden tot biologische wetmatigheden), zou de ketting volledig zijn en zouden alle wetenschappen direct verbonden en met elkaar in overeenstemming zijn. De mogelijkheid van deze laatste schakel tussen psychologie en biologie is echter zeer omstreden. De aspecten uit de evolutionaire psychologie en sociobiologie die de mogelijkheid tot reductionisme plausibel trachten te maken, worden afgewezen door degenen die stellen dat complexe entiteiten in wezen inherent onherleidbaar en holistisch zijn. Vertegenwoordigers van het reductionisme blijven echter verdedigen dat de gedragswetenschappen strikt (natuur-)wetenschappelijke disciplines moeten worden, steunend op de genetica en de systematische studie van de cultuur, de memetica.
Het enthousiasme voor deze eenheid der wetenschappen is vooral aanwezig bij natuurkundigen en biologen, en veel minder bij het establishment van de menswetenschappen. Een goed voorbeeld van dit conflict en een erg sterk voorbeeld van een reductionistische visie is het boek The Selfish Gene (onze zelfzuchtige genen) van Richard Dawkins. Hierin stelt hij dat menselijk bestaan en gedrag het best te begrijpen zijn vanuit het perspectief van de biologische evolutie. Sterker nog, elk wezen kan het best gezien worden als een tijdelijke overlevingsmachine voor zijn genen. Dawkins' opvattingen zijn vaak erg omstreden, wel bijzonder invloedrijk in de biologie, maar tegelijkertijd nauwelijks doorgedrongen in de psychologie en sociologie.

## Reductionisme in de filosofie van de geest
Reductionisme verwijst in de filosofie van de geest naar een vorm van filosofisch monisme: het materialistisch monisme, dat slechts één substantie erkent, namelijk die van de materie. Het monistisch materialisme staat daarmee tegenover het dualisme, dat uitgaat van twee substanties: een materiële en een immateriële. De term fysicalisme wordt vaak als synoniem gebruikt voor het materialistisch monisme. Het fysicalisme is echter niet noodzakelijk reductionistisch; veel filosofen en wetenschappers verdedigen een niet-reductionistisch fysicalisme. Zij onderkennen dat er slechts één stof is, maar stellen daarnaast dat de immateriële substanties niet zonder meer te herleiden zijn tot 'het materiële'. Een voorbeeld van niet-reductionistisch fysicalisme is de superveniëntietheorie, waarbij de immateriële eigenschappen worden opgevat als eigenschappen die boven op de fysische eigenschappen ontstaan (superveniëren) zonder dat ze te herleiden zijn tot die fysische eigenschappen. Naast de superveniëntietheorie zijn ook het neutrale monisme, het inconsistente monisme (ontwikkeld door Donald Davidson) en het begrippenpluralisme (ontwikkeld door Nelson Goodman) pogingen om een niet-reductionistisch fysicalisme uit te werken. Hoewel sinds de tijd van René Descartes en in feite reeds sinds het platonisme het dualisme de toonaangevende stroming was, is sinds het verschijnen van het boek The Concept of Mind van de Britse filosoof Gilbert Ryle in 1948 het dualisme steeds verder naar de achtergrond verdreven ten koste van het fysicalisme en thans zijn er slechts weinigen die nog een variant van het dualisme verdedigen in het filosofische debat. Binnen het fysicalisme leken de afgelopen decennia de reductionistische varianten het meest plausibel, maar de afgelopen jaren kent ook het niet-reductionistisch fysicalisme weer een impuls, onder andere door het werk van Donald Davidson.

## Reductionisme versus (traditioneel) dualisme in demetafysica
Een zeer lastig epistemologisch probleem is de vraag hoe de keuze voor een bepaald zijnde als zijnde het meest fundamentele zijn te beschouwen, vooral omdat ook het rechtvaardigingsproces zelf gereduceerd moet worden, wil de reductionistische filosofie consistent zijn: een leer die alles terugbrengt tot het niveau van bijvoorbeeld het strikt biologische of natuurkundige lijkt geen ruimte meer te bieden voor zoiets als rechtvaardiging. Vaak wordt dit probleem opgelost door een bepaald reductionisme tot zijn uiterste consequentie door te trekken en af te zien van iedere kritische reflectie omdat zoiets als reflectie toch niet zou kunnen bestaan. Dit is een vorm van antifilosofie. 
Tegenover dit strikt logische vraagstuk stelt de reductionistische wetenschapper de praktische realiteit, de wetenschapsgebieden die zich onderwerpen aan het reductieprincipe zijn de enige onderzoeksgebieden die verifieerbare resultaten én sluitende theorieën opleveren. 
Deugdelijk reductionisme vereist dat het verklaren uit de fundamentele elementen een zorgvuldig karwei is. Al te gretig reductionisme – een term van filosoof Daniel Dennett – is het als te veel met te weinig verklaard wordt. Als een socioloog uit het raam wordt gegooid, dan zal zijn val beschreven kunnen worden aan de hand van de klassieke mechanica, maar het gedrag van die socioloog kan niet herleid worden tot zulke elementaire inzichten. Richard Dawkins pleit in zijn boek The Blind Watchmaker voor een hiërarchisch reductionisme, reductionistisch verklaren moet niveau voor niveau gebeuren, wie een niveau overslaat trekt verkeerde conclusies.
In L'Anti-Œdipe (1972) ontwikkelden de Franse filosoof Gilles Deleuze en psychoanalist Félix Guattari een kritiek op onder meer het reductionisme.  
Het ontologische resultaat van de methode van het reductionisme is een leer die de werkelijkheid beschouwt als van één bepaald ontologisch niveau, een monisme. Niet ieder monisme kan echter als reductionistisch omschreven worden: erbuiten vallen die interpretaties die de werkelijkheid zien als een coherente synthese van deelwerkelijkheden die hun eigenheid niet verliezen door een proces van herleiding.

## Kritiek
Een van de bezwaren tegen het reductionisme is het feit dat de menselijke natuur maar een onderdeel is van menselijk gedrag, en dat de cultuur waar ieder individu deel van uitmaakt een eigen dynamiek heeft, los van de biologie. Deze visie verliest langzaam maar zeker terrein, onder andere omdat steeds meer cultuurfactoren als taal, altruïsme en kennisoverdracht grotendeels als natuurlijke verschijnselen worden herkend, door taalwetenschappers en ethologen als Noam Chomsky en Frans de Waal. In het structure-agency-debat is een van de vragen in hoeverre sociale structuur te herleiden is uit agency – het potentieel tot handelen van elk individu.
Vooral binnen de psychologie en psychiatrie wordt kritiek geuit op de reductionistische benadering van de menselijke geest, met name pogingen om mentale functies of dysfuncties te reduceren tot respectievelijk functies of dysfuncties van de hersenen. Als reactie hierop heeft de filosoof Patricia Churchland betoogd dat de term reductionisme beter vervangen kan worden door de meer neutrale term reductie. Reductie is namelijk een heel gewoon verschijnsel in de wetenschap en houdt in dat een complex verschijnsel of theorie A tot een ander, eenvoudiger verschijnsel of andere theorie B wordt herleidt. Net zoals bijvoorbeeld in de natuurkunde licht elektromagnetische straling is, kan het menselijk bewustzijn of een emotie beschreven worden vanuit een theorie van het gedrag of vanuit een neurobiologische theorie. Eenzelfde mentale functie kan nu op meerdere niveaus worden beschreven, wat een vergroting van de reikwijdte van de theorievorming betekent.
Het begrip heeft in veel gevallen een pejoratieve klank. De redelijkheid van ieder reductionisme kan beoordeeld worden aan de hand van vergelijking met alternatieve opvattingen. Een reductionistische verklaring biedt het voordeel dat deze op het eerste gezicht waarschijnlijker is door het enkele feit dat minder entiteiten voorondersteld worden en zo eerder voldoet aan de eis van het scheermes van Ockham. Zij heeft het nadeel dat het risico bestaat dat hele werkelijkheidsgebieden veronachtzaamd worden. Zo is bij veel complexe, zelforganiserende systemen, bijvoorbeeld een ecologisch systeem, helemaal niet duidelijk wat oorzaak en wat gevolg is. Een reductionistische aanpak is dan bij voorbaat gedoemd te mislukken.
Een alternatief voor reductionisme is een holistische visie. Onder meer in de theosofie bestaat het geloof in een ziel, een essentie die niet tot iets anders te herleiden is, en die bestaat buiten de bekende natuurwetten om. Een materialistische visie zou tot een reductionistische visie leiden, indien niet in filosofische zin, dan toch in praktisch wetenschappelijke zin.
Een ander alternatief is het emergentisme. Hier wordt het reductionisme wel erkend als een noodzakelijke, maar niet voldoende voorwaarde om een emergent verschijnsel te kunnen verklaren. Het emergente fenomeen heeft kenmerkende eigenschappen die niet zijn te herleiden tot de eigenschappen van de bouwstenen die tot dit verschijnsel hebben geleid en is in gecompliceerde gevallen ook niet voorspelbaar vanuit die bouwstenen.